# Solcypres
Solcypres (Chamaecyparis obtusa) er et stort, stedsegrønt nåletræ. Løvet lugter sødt og krydret, nogle vil mene eucalyptus-agtigt, når man knuser det.

## Beskrivelse
Væksten er bred og kegleformet. Stammen er helt cylindrisk ved jorden og ofte flergrenet et stykke oppe. Der er kun få, udspærrede og opstigende hovedgrene. Barken er først dækket af skælformede, grønne blade. Senere bliver den rødbrun, og til sidst er den brun med svage furer og grove, grålige strimler. 
Knopperne sidder skjult under skællene. Bladene er skælformede, lidt tykke og afrundede med indadvendt spids. De sidder trykket tæt ind til skuddet. Oversiden er skinnende grøn, mens undersiden er mønstret i hvidt dér, hvor skællene mødes. Hanblomsterne er små og gule. Koglerne er runde med 8 til 10 grønne, senere orangebrune skæl. Frøene modner næppe i Danmark.
Rodnettet består af kraftige, fladt udbredte hovedrødder, som er tæt forgrenet ud i talrige finrødder. Sorterne sælges ofte podet på ædelcypres, så de har dermed dette træs rødder. 
Højde x bredde og årlig tilvækst: 25 x 15 m (25 x 15 cm/år), men sorterne er dog væsentligt mindre! 

## Hjemsted
Sol-Cypres hører hjemme i Japan (Honshu og Kyoshu) og på Taiwan, hvor den danner skov på bjergene op mod trægrænsen. 
I Chichibu-Tama-Kai nationalparken, som ligger midt i Honshu, ca. 50 km nordvest for Tokyo, Japan, danner arten en tæt og blandet nåleskov sammen med bl.a. japansk fyr, japansk hemlock, japansk kryptomeria, japansk lærk, japansk ædelgran, jessogran, krybefyr, skrueædelgran og vidunderædelgran

## Sorter
- Chamaecyparis obtusa 'Drath'
- Chamaecyparis obtusa 'Filicoides'
- Chamaecyparis obtusa 'Graciosa'
- Chamaecyparis obtusa 'Nana Gracilis'
- Chamaecyparis obtusa 'Rashahiba'
- Chamaecyparis obtusa 'Tsatssumigold'

| Portal | Portal:Botanik |

## Note
1. ↑  Chichibu: Chichibu-Tama National Park Arkiveret 8. juli 2011 hos  Wayback Machine (engelsk)